# Armageddon (2005)
Armageddon (2005) — шестое ежегодной pay-per-view шоу федерации рестлинга World Wrestling Entertainment (WWE) в линейке Armageddon. Шоу прошло 18 декабря 2005 года на арене «Dunkin' Donuts Center» в Провиденсе, Род-Айленд и было представлено брендом SmackDown!.
Главным событием шоу стал поединок «Ад в клетке» между Рэнди Ортоном и Гробовщиком, в котором последний победил, выполнив свой коронный приём Tombstone piledriver. Во время шоу также прошёл межбрендовый поединок между командными чемпионами WWE Батистой и Реем Мистерио и командными чемпионами мира Кейном и Биг Шоу. Всего на шоу прошло 8 поединков.

## Результаты
| #    | Поединки                                                                                       | Условия                                                 | Время |
| ---- | ---------------------------------------------------------------------------------------------- | ------------------------------------------------------- | ----- |
| Heat | Джими Ноубл победил Фунаки                                                                     | Поединок один на один                                   | 03:30 |
| 1    | Джон «Брэдшоу Лэйфилд» (с Джиллиан Холл) победил Мэтта Харди                                   | Поединок один на один                                   | 06:44 |
| 2    | MNM (Джо Меркури и Джон Моррисон) (с Мелиной) победили The Mexicools (Супер Крэйзи и Псикосис) | Командный поединок                                      | 08:55 |
| 3    | Крис Бенуа победил Букера Ти (с Шармель)                                                       | Поединок до 4 побед за вакантный титул чемпиона США WWE | 20:09 |
| 4    | Бобби Лэшли победил Уильяма Ригала и Пола Бёрчила                                              | Поединок с форой                                        | 03:38 |
| 5    | Кид Кэш победил Хувентуда (c)                                                                  | Поединок за титул чемпиона в первом тяжёлом весе        | 09:25 |
| 6    | Кейн и Биг Шоу победили Рея Мистерио и Батисту                                                 | Командный поединок                                      | 08:37 |
| 7    | Гробовщик победил Рэнди Ортона (с «Ковбоем» Бобом Ортоном)                                     | Поединок «Ад в клетке»                                  | 30:31 |